# Veselíčko, Přerov
Veselíčko là một làng thuộc huyện Přerov, vùng Olomoucký, Cộng hòa Séc.